# ألد توماس
ألد توماس (بالإنجليزية: Aled Thomas)‏ هو لاعب اتحاد الرغبي بريطاني، ولد في 2 يناير 1985 في ويلز في المملكة المتحدة.

## وصلات خارجية
- ألد توماس على موقع سلسلة سباعيات الرغبي العالمية - رجال (الإنجليزية)